# Ісса Каборе
Ісса Каборе (фр. Issa Kaboré; нар. 12 травня 2001) — буркінійський футболіст, правий захисник англійського клубу «Манчестер Сіті» та збірної Буркіна-Фасо. Зараз виступає на правах оренди за португальську «Бенфіку».

## Клубна кар'єра
Виступав за буркінійський клуб «Рахімо». У серпні 2019 року перейшов до бельгійського клубу «Мехелен», підписавши дворічний контракт із опцією продовження ще на два роки. В основному складі «Мехелена» дебютував 12 лютого 2020 року, вийшовши в стартовому складі в матчі вищого дивізіону чемпіонату Бельгії проти «Шарлеруа».
29 липня 2020 року був проданий у англійський «Манчестер Сіті», залишившись в «Мехелені» на правах оренди на наступний сезон. По його завершенні був відданий в оренду у французький клуб «Труа».

## Кар'єра у збірній
У лютому 2019 року провів 3 матчі за збірну Буркіна-Фасо до 20 років на молодіжному Кубку африканських націй, який пройшов у Нігері . Зіграв у матчах групового етапу проти молодіжних збірних Гани, Малі та Сенегалу, але його команда не вийшла з групи.
9 червня 2019 року дебютував за національну збірну Буркіна-Фасо у товариському матчі проти збірної Демократичної Республіки Конго (0:0).
На початку 2022 року потрапив до заявки збірної на Кубок африканських націй у Камеруні.

## Титули та досягнення
- Володар Суперкубка Англії (1):

«Манчестер Сіті»: 2024